# Lilium carniolicum
Il giglio di Carniola (Lilium carniolicum Bernh. ex W.D.J.Koch, 1837) è una pianta della famiglia delle Liliacee.

## Etimologia
L'epiteto specifico carniolicum si riferisce alla regione storica della Carniola (oggi Slovenia nord-occidentale).

## Descrizione
Pianta che può raggiungere un'altezza di 30–60 cm, presenta un bulbo ovale e squamoso, con un fusto abbastanza ricco di foglie sulla parte bassa e meno sulla parte alta. I suoi fiori sono arcuati, pendenti verso il basso, costituiti normalmente da 6 petali, di colore arancione tendente al giallo e caratterizzati da puntini neri. Il Lilium Carniolicum cresce soprattutto durante la stagione estiva, tra maggio e luglio.

## Distribuzione e habitat
La specie è diffusa in Austria, Italia nord-orientale (Trentino-Alto Adige, Veneto e Friuli-Venezia Giulia) e nei Balcani.

## Usi
Può essere usato con proprietà medicinali, soprattutto per terapie diuretiche, antiartriche, espettoranti ed emollienti.